# Mexico International
Die Mexico International sind die offenen internationalen Meisterschaften von Mexiko im Badminton. Sie werden seit 1949 ausgetragen, wobei das Turnier zu dieser Zeit den Namen Mexico City International Tournament trug. Von 1964 an wurde das Turnier als Mexico Open tituliert und unter diesem Namen 1979 zum 14. Mal ausgetragen. Seit 2009 zählt der mexikanische Verband die Veranstaltung neu, so dass 2024 die Mexico International nach neuer Verbandszählung zum 15. Mal ausgetragen wurden. Die Mexico International sind neben den Panamerikameisterschaften und Panamerikaspielen eine der bedeutendsten Badminton-Meisterschaften Lateinamerikas.

## Die Sieger
| Saison    | Herreneinzel                | Dameneinzel          | Herrendoppel                                       | Damendoppel                                      | Mixed                                      |
| --------- | --------------------------- | -------------------- | -------------------------------------------------- | ------------------------------------------------ | ------------------------------------------ |
| 1949      | Ernesto Villareal           | Margaret Varner      | Ernesto Villareal Ruben Mejia                      | nicht ausgetragen                                | nicht ausgetragen                          |
| 1950 1951 | nicht ausgetragen           | nicht ausgetragen    | nicht ausgetragen                                  | nicht ausgetragen                                | nicht ausgetragen                          |
| 1952      | Ernesto Villareal           | Pat Gallagher        | Ernesto Villareal Ruben Mejia                      | Shirley Fry Peggy Vilbig                         | nicht ausgetragen                          |
| 1953 1958 | nicht ausgetragen           | nicht ausgetragen    | nicht ausgetragen                                  | nicht ausgetragen                                | nicht ausgetragen                          |
| 1959      | Bill W. Berry               | Pat Gallagher        | Bill W. Berry Michael Hartgrove                    | Mary Connor Mildred Sirwaitis                    | Bert Fergus Mildred Sirwaitis              |
| 1960      | Teh Kew San                 | Pat Gallagher        | Teh Kew San Lim Say Hup                            | Carmela Martinez Maria Eugenia de del Rio        | Manuel Armendariz Mildred Sirwaitis        |
| 1961      | nicht ausgetragen           | nicht ausgetragen    | nicht ausgetragen                                  | nicht ausgetragen                                | nicht ausgetragen                          |
| 1962      | Erland Kops                 | Pat Gallagher        | Erland Kops Tan Joe Hok                            | Pat Gallagher Carlene Starkey                    | Manuel Armendariz Beulah Armendariz        |
| 1963      | nicht ausgetragen           | nicht ausgetragen    | nicht ausgetragen                                  | nicht ausgetragen                                | nicht ausgetragen                          |
| 1964      | Channarong Ratanaseangsuang | Pat Gallagher        | Channarong Ratanaseangsuang Peter Pichai Loaharanu | Carolina Allier Lucero Soto                      | Channarong Ratanaseangsuang Judy Adamos    |
| 1965      | Erland Kops                 | Dorothy O’Neil       | Erland Kops Don Paup                               | Helen Tibbetts Tyna Barinaga                     | Peter Pichai Loaharanu Helen Tibbetts      |
| 1966      | Antonio Rangel              | Carolina Allier      | Raúl Rangel Antonio Rangel                         | Carlene Starkey Lucero Soto                      | Oscar Lujan Josefina de Tinoco             |
| 1967      | Channarong Ratanaseangsuang | Carolina Allier      | Stan Hales Rod Starkey                             | Carlene Starkey Diane Hales                      | Stan Hales Diane Hales                     |
| 1968      | Channarong Ratanaseangsuang | Carolina Allier      | Channarong Ratanaseangsuang Jamie Paulson          | Carolina Allier Lucero Peniche                   | Channarong Ratanaseangsuang Lucero Peniche |
| 1969 1970 | keine Daten                 | keine Daten          | keine Daten                                        | keine Daten                                      | keine Daten                                |
| 1971      | Roy Díaz González           | Vicki Toutz          | Roy Díaz González Victor Jaramillo                 | Carlene Starkey Judianne Kelly                   | Francisco Sañudo Carlene Starkey           |
| 1972      | Sture Johnsson              | Lucero Peniche       | Jorge Palazuelos Francisco Sañudo                  | Carlene Starkey Gay Meyer                        | Stan Hales Gay Meyer                       |
| 1973      | Sture Johnsson              | Carlene Starkey      | Channarong Ratanaseangsuang Raphi Kanchanaraphi    | Carlene Starkey Maryanne Breckell                | Flemming Delfs Carlene Starkey             |
| 1974      | Paul Whetnall               | Madalene Steinbroner | Roy Díaz González Jorge Palazuelos                 | Carlene Starkey Maryanne Breckell                | Paul Whetnall Carlene Starkey              |
| 1975      | Thomas Kihlström            | Judianne Kelly       | Flemming Delfs Elo Hansen                          | Judianne Kelly Madalene Steinbroner              | Thomas Kihlström Judianne Kelly            |
| 1976      | Derek Talbot                | Margaret Lockwood    | Mike Tredgett Ray Stevens                          | Margaret Lockwood Nora Gardner                   | Mike Tredgett Nora Gardner                 |
| 1977      | Roy Díaz González           | Sharon Crawford      | Ricardo Jaramillo Victor Jaramillo                 | Claire Backhouse Sharon Crawford                 | John Britton Traci White                   |
| 1978      | keine Daten                 | keine Daten          | keine Daten                                        | keine Daten                                      | keine Daten                                |
| 1979      | Chris Kinard                | Utami Dewi           |                                                    |                                                  | Chris Kinard Utami Dewi                    |
| 1980      | Roy Díaz González           | Judianne Kelly       | Germán Valdez Federico Valdez                      | Judianne Kelly Vicky Toutz                       | Federico Valdez Beverley Suits             |
| 1981      | Tariq Wadood                | Denyse Julien        | Surapong Suharitdamrong Pinit Boonoon              | Denyse Julien Beverley Suits                     | Tariq Wadood Beverley Suits                |
| 1982      | Roy Díaz González           | Denyse Julien        | John Britton Gary Higgins                          | Denyse Julien Linda Cloutier                     | Mike Butler Linda Cloutier                 |
| 1983      | nicht ausgetragen           | nicht ausgetragen    | nicht ausgetragen                                  | nicht ausgetragen                                | nicht ausgetragen                          |
| 1984 1988 | keine Daten                 | keine Daten          | keine Daten                                        | keine Daten                                      | keine Daten                                |
| 1989      | John Goss                   | Doris Piché          | Chris Jogis Benny Lee                              | Chantal Jobin Doris Piché                        | Mike Bitten Doris Piché                    |
| 1990 1997 | nicht ausgetragen           | nicht ausgetragen    | nicht ausgetragen                                  | nicht ausgetragen                                | nicht ausgetragen                          |
| 1998      | Ardy Wiranata               | Milaine Cloutier     | Howard Bach Mark Manha                             | Milaine Cloutier Robbyn Hermitage                | Brent Olynyk Robbyn Hermitage              |
| 1999      | Ardy Wiranata               | Ling Wan Ting        | Ma Che Kong Yau Tsz Yuk                            | Louisa Koon Wai Chee Ling Wan Ting               | Mike Beres Kara Solmundson                 |
| 2000 2001 | nicht ausgetragen           | nicht ausgetragen    | nicht ausgetragen                                  | nicht ausgetragen                                | nicht ausgetragen                          |
| 2002      | Tjitte Weistra              | Kelly Morgan         | Matthew Hughes Martyn Lewis                        | Felicity Gallup Joanne Muggeridge                | Tjitte Weistra Doriana Rivera              |
| 2003 2008 | nicht ausgetragen           | nicht ausgetragen    | nicht ausgetragen                                  | nicht ausgetragen                                | nicht ausgetragen                          |
| 2009      | Kevin Cordón                | Karyn Velez          | José González Andrés López                         | Victoria Montero Karyn Velez                     | José González Naty Rangel                  |
| 2010      | Osleni Guerrero             | Victoria Montero     | Lino Muñoz Andrés López                            | Victoria Montero Cynthia González                | Andrés López Victoria Montero              |
| 2011      | Rodrigo Pacheco             | Victoria Montero     | Lino Muñoz Andrés López                            | Lohaynny Vicente Luana Vicente                   | Andrés López Victoria Montero              |
| 2012      | abgesagt                    | abgesagt             | abgesagt                                           | abgesagt                                         | abgesagt                                   |
| 2013      | Osleni Guerrero             | Lohaynny Vicente     | Kevin Dennerly-Minturn Oliver Leydon-Davis         | Paula Pereira Lohaynny Vicente                   | Daniel Paiola Paula Pereira                |
| 2014      | Luis Ramón Garrido          | Haramara Gaitan      | Job Castillo Antonio Ocegueda                      | Cynthia González Mariana Ugalde                  | Lino Muñoz Cynthia González                |
| 2015      | Ernesto Velazquez           | Telma Santos         | Job Castillo Lino Muñoz                            | Lohaynny Vicente Luana Vicente                   | David Obernosterer Elisabeth Baldauf       |
| 2016      | Vilson Vattanirappel        | Haramara Gaitan      | Jesús Barajas Luis Montoya                         | Cynthia González Mariana Ugalde                  | Vilson Vattanirappel Cynthia González      |
| 2017      | Kevin Cordón                | Jennie Gai           | Jason Ho-Shue Nyl Yakura                           | Daniela Macías Dánica Nishimura                  | Daniel La Torre Dánica Nishimura           |
| 2018      | Kevin Cordón                | Taymara Oropesa      | Fabrício Farias Francielton Farias                 | Lohaynny Vicente Luana Vicente                   | Venkat Gaurav Prasad Juhi Dewangan         |
| 2019      | Kevin Cordón                | Ghaida Nurul Ghaniyu | Jonathan Solís Aníbal Marroquín                    | Breanna Chi Jennie Gai                           | Luis Montoya Vanessa Villalobos            |
| 2020      | Job Castillo                | Sabrina Solis        | Job Castillo Sebastián Martínez Cardoso            | Jessica Bautista Vanessa Villalobos              | Andrés López Sabrina Solis                 |
| 2021      | Danylo Bosniuk              | Lauren Lam           | Adam Dong Nyl Yakura                               | Srivedya Gurazada Ishika Jaiswal                 | Vinson Chiu Jennie Gai                     |
| 2022      | Kevin Cordón                | Lauren Lam           | Ondřej Král Adam Mendrek                           | Catherine Choi Josephine Wu                      | Vinson Chiu Jennie Gai                     |
| 2023      | Kevin Cordón                | Talia Ng             | Zicheng Xu Tian Qi Zhang                           | Vanessa García Cecilia Madera                    | Luis Montoya Miriam Rodríguez              |
| 2024      | Mark Shelley Alcala         | Gianna Stiglich      | Yu-Yuan Chang Wang Yen-pang                        | Romina Fregoso Miriam Jacqueline Rodriguez Perez | Christopher Martínez Diana Corleto Soto    |